# Amrillo Inoyatov

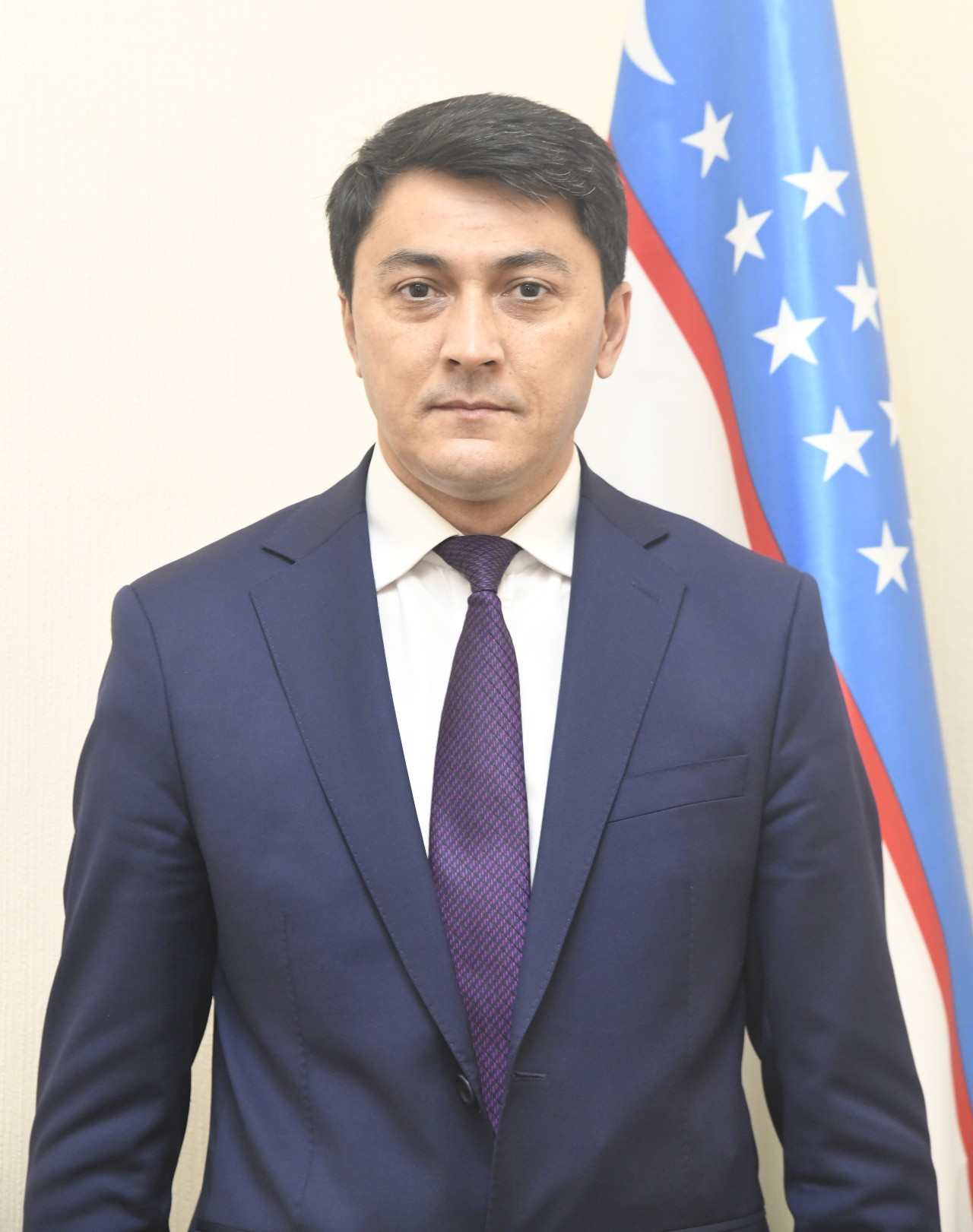
Amrillo Inoyatov als erster stellvertretender Minister im Gesundheitsministerium 2020

Amrillo Inoyatov (usb: Inoyatov Amrillo, ru: Иноятов, Амрилло Шодиевич; geboren 1979 in Buchara, Usbekistan) ist ein usbekischer Politiker und Arzt. Seit dem November 2020 ist er erster stellvertretender Minister im Gesundheitsministerium der Republik Usbekistan.

## Biografie
Amrilo Inoyatov wurde im Jahr 1979 in Bukhara geboren. Im Jahr 2001 absolvierte er im Staatlichen Medizinischen Institut Buchara (BSTM). Er begann seine Tätigkeit in 2001 als Forscher des Zentralen Forschungslabors des Institutes Buchara.
Am 1. Oktober 2012 übernahm Inoyatov die Funktion des Dekans der chirurgischen Fakultät für Zahnheilkunde des medizinischen Institutes Bukhara, die er bis 2017 innehatte. Ende April 2017 wurde er vom Universitätsrat als Nachfolger von Shuhrat Teshaev für eine vierjährige Amtszeit zum Rektor des Staatlichen Medizinischen Institutes Buchara gewählt. Außerdem ist er seit Januar 2021 Nationaler Partner der WHO.
Im Jahr 2020 begann er seine politische Karriere als stellvertretender Berater des Präsidenten, Shavkat Mirziyoyev. Vom 16. Juli 2020 wurde er zum stellvertretenden Berater des Präsidenten für die Politik der Jugend, Wissenschaft, Bildung, Gesundheit, Kultur und Sport ernannt.
Seit November 2020 ist er als erster stellvertretender Gesundheitsminister im Gesundheitsministerium der Republik Usbekistan tätig.

## Publikationen
Folgende Publikationen hat Inoyatov verfasst:
- Der Zustand des Immunsystems von Säuglingen mit angeborener Lippen-Kiefer-Gaumenspalte, März 2012.[9]
- Die Höhe der Mediatoren der Immunantwort bei Säuglingen mit angeborener Lippen-Kiefer-Gaumenspalte, in Zeitschrift „Medical and Health Science Magazine“, 2012[10][11]
- Vergleichende Bewertung von strukturellen und funktionellen Veränderungen im parodontalen Gewebe während der Prothetik mit Metallkeramik und Zirkonium-Zahnersatz, in  „International Journal of progressive Sciences and Technologies“, 2020[12]

Zudem begann er ab 2020 als Redaktionsvorsitzender des Magazins World Medicine zu arbeiten.

## Auszeichnungen
- Orden Salomatlik (2021)[14]